# Saint Lucia
Saint Lucia er en østat i den østlige del af det Caribiske Hav på grænsen til Atlanterhavet. Det er en del af de små Antiller og er beliggende nord for øerne Saint Vincent og Grenadinerne og syd for Martinique.

## Historie
Øen blev opdaget omkring 1500 af den spanske opdagelsesrejsende Juan de la Cosa. I 1664 hævdede guvernøren af Saint Kitts, Thomas Warner, suverænitet over Saint Lucia for England, og han sendte 1000 mænd for at beskytte øen mod Frankrig, men efter blot to år var de blevet reduceret til 86, resten var for størstedelen døde af sygdom. I 1666 forsøgte også det Fransk Vestindiske Kompagni at tage kontrol over øen.[kilde mangler]
Gennem det 18. århundrede begyndte kolonisterne at dyrke sukkerrør, hvilket gjorde øen meget attraktiv, da sukker var meget værdifuldt på det tidspunkt. Det var af denne grund, at øen flere gange skiftede ejerskab mellem Frankrig og England. I august 1791, kort efter den franske revolution, begyndte slaverne at gøre oprør på godserne og guvernøren flygtede.[kilde mangler]
Efter Napoleonskrigene blev øen overdraget til England ved traktaten indgået i Paris. 1814 blev øen en britisk koloni. I 1836 blev slaveriet afskaffet i hele det Britiske imperium og slaverne fik fuld frihed i 1838. Øen fik selvstyre i 1967. I midten af det 20. århundrede sluttede Saint Lucia sig til Vestindien-føderationen efter at være blevet opløst som koloni. I 1979 fik Saint Lucia fuld selvstændighed under John Compton.[kilde mangler]

## Politiske forhold
Saint Lucia er et af de 16 Commonwealth-lande, hvor den britiske konge Charles 3. er overhoved. Landet er medlem af det Caribiske Fællesskab (CARICOM) og Organisationen for Østcaribiske Stater (OECS).

## Administrativ inddeling
Saint Lucia er delt ind i 11 kvarterer:
1. Anse la Raye Quarter
2. Castries Quarter
3. Choiseul Quarter
4. Dauphin Quarter
5. Dennery Quarter
6. Gros Islet Quarter
7. Laborie Quarter
8. Micoud Quarter
9. Praslin Quarter
10. Soufrière Quarter
11. Vieux Fort Quarter

## Geografi
Den vulkanske ø Saint Lucia er mere bjergrig end mange andre caribiske øer. Det højeste punkt er Mount Gimie, som er 950 m højt.
Saint Lucias hovedstad er Castries, og her bor omkring en tredjedel af landets befolkning. Andre større byer er Gros Islet, Soufrière og Vieux Fort. Klimaet er tropisk med passatvinde. Det er regntid fra maj til august. Der forekommer vulkansk aktivitet og orkaner.

## Økonomi
Bananindustrien er central for Saint Lucia. Det er dog også lykkedes at tiltrække udenlandske investeringer inden for især bankvirksomhed og turisme. Landet har den mest varierede fremstillingsvirksomhed i Østcaribien.

## Befolkning
Befolkningen i Saint Lucia består mest af folk med afrikansk baggrund eller folk af blandet herkomst. Der er et indisk mindretal på ca. 3 %, og ca. 1 % af befolkningen har europæisk ophav. Det officielle sprog er engelsk, men der tales også et kreolsk sprog, der primært er baseret på fransk. Flertallet af befolkningen er katolikker (ca. 90 %) – den resterende del er anglikanere (3 %) eller tilhører andre trosretninger protestanter (7 %).

## Kendte indbyggere
På trods af sin lidenhed har Saint Lucia fostret to Nobelprismodtagere: William Arthur Lewis, der modtog Nobelprisen i økonomi i 1979 for sin forskning inden for udviklingsøkonomi, samt Derek Walcott, der modtog Nobelprisen i litteratur i 1992. En tredje kendt indbygger er Joey Bada$$, der er en ung hip-hopper (født 1995). Han er amerikansk statsborger, men hans forældre er oprindeligt fra Saint Lucia.
Ved de Olympiske Lege i Paris i 2024 blev Julien Alfred den første olympiske medaljetager fra Saint Lucia, da hun vandt guld i kvindernes 100-meterløb.og sølv i 200 meter-løb.